# Randy Disher
 (mai 2025).
Si vous disposez d'ouvrages ou d'articles de référence ou si vous connaissez des sites web de qualité traitant du thème abordé ici, merci de compléter l'article en donnant les références utiles à sa vérifiabilité et en les liant à la section « Notes et références ».
Pour les articles homonymes, voir Disher.
Lieutenant Randall « Randy » Disher est un personnage fictif de la série télévisée Monk. Il est incarné par Jason Gray-Stanford.

## Personnalité
Il est lieutenant de police au San Francisco Police Department. Particulièrement naïf (dans « Monk a tué le Père Noël », on suggère qu'il croyait toujours au Père Noël), il ne brille pas par ses qualités d'assistant aux côtés du capitaine Leland Stottlemeyer. Randy fait cependant preuve de loyauté, de courage et d'une certaine ambition.
Ses théories tirées par les cheveux et ses commentaires décalés sur les affaires donnent à la série un côté très humoristique. L'un des gags les plus courants de la série est la manière plutôt maladroite qu'a Randy Disher de fournir des informations à Stottlemeyer, en lui demandant de deviner ou de s'asseoir.
S'il commence par haïr et jalouser Monk dans les premiers épisodes de la série, l'appelant d'ailleurs « Le détective défectueux », ses sentiments changent peu à peu pour finalement aboutir à une certaine admiration pour Monk.
Si Randy ne brille pas par ses capacités d'enquêteur, il lui arrive de se distinguer, comme dans l'épisode « Monk va chez le dentiste », où la majeure partie de l'enquête est résolue par lui.
Dans le premier épisode de la série, son nom était Randy Deacon.

## Relations
Tout comme le capitaine Leland Stottlemeyer, Randy était méfiant envers les capacités de Monk au début de la série, mais au fur et à mesure que la série progresse, il se met à l'admirer et à le respecter.
Bien que bras droit de Stottlemeyer, ce dernier, sans pour autant le dire à haute voix, semble un peu dubitatif des qualités de son collègue lorsque celui-ci fait preuve d'immaturité. Disher subit même des crises existentielles, se demandant s'il ne doit pas reprendre l'activité agricole de son oncle, ou reformer son groupe de musique, plutôt que de rester policier. Cependant, il démontre régulièrement qu'il est un vrai policier lorsqu'il intervient au bon moment, et surtout, montre une loyauté sans faille envers Stottlemeyer et Monk.
Au cours de la série, alors qu'il est à Las Vegas avec Stottlemeyer, Monk et Natalie Teeger, Randy perd toutes ses économies au jeu. Stottlemeyer demande alors à Monk d'utiliser ses capacités de mémorisation pour récupérer l'argent qu'il a perdu. De plus, il a aidé Monk à trouver des indices pour l'enquête sur la mort de Trudy Monk en allant à New York avec lui.
Dans l'épisode « Monk et l'employée du mois », il prétend avoir une petite amie, Crystale, tout en montrant sa photo de mannequin sur une carte de téléphone. Sharona ne cesse de se moquer de ses fantasmes, alors qu'il confirme qu'elle existe bien et qu'elle exerce le métier de modèle. À la fin de l'épisode, le dernier plan sur la jeune fille dans la taxi confirme qu'il disait la vérité.
Dans l'épisode « Monk se cache », sa nouvelle copine faisait partie d'un groupe de la mafia chinoise et utilise Randy pour découvrir où se cache Monk.
Randy se dispute régulièrement avec la première assistante de Monk, Sharona Fleming, qui ne cesse de se moquer de son immaturité et de sa naïveté.
Il entretient par la suite des relations plutôt amicales avec Nathalie Teeger, qu'il doit protéger en tant que garde du corps dans un épisode. Randy et Sharona s'avoueront leurs sentiments lors du retour de Sharona à San-Francisco, après cinq ans d'absence. À la fin de la série, Disher se fera muter dans le New-Jersey pour vivre avec elle. Leland Stottlemeyer le félicitera en confirmant qu'il mérite sa promotion.

## Biographie
Né à San Diego, Disher a été admis à Temple University et a habité brièvement à Philadelphie, où il était sergent dans la police de cette ville (Monk va à la noce). On a indiqué dans l'épisode Monk et le lépreux, qu'il a souffert dans son adolescence d'un cas extrême d'acné et qu'il a tenté de voler l'image du bureau du docteur. Il a rejoint la police neuf ans avant la sixième saison. Sa mère a dû être sauvée des griffes d'un coureur de dot (Monk et madame). Dans la huitième saison on révèle qu’il sort avec Sharona Fleming et qu'il l’a accompagnée jusqu'au New Jersey où ils se sont mariés.
Dans l’épisode final de la série, il est devenu capitaine au Département de Police de Summit, dans le New Jersey, où il vit avec Sharona.

## The Randy Disher Project
Au lycée, il faisait partie d'un groupe de rock appelé The Randy Disher Project qu'il a ressuscité avec ses compagnons de groupe. La bande a enregistré une vidéo musicale intitulée "Don't Need a Badge", essayant de justifier le départ de Randy de la police. Le groupe s'est séparé et Disher est revenu au SFPD peu après. La chanson a été reprise dans l’épisode diffusé le 23 février 2007, Monk et les hommes en noir. Disher essaie d'attirer l'attention du malfaiteur en jouant la chanson en français (tout en oubliant la plupart des paroles). Dans l’épisode Monk n’ose pas dire non, Randy monte sur scène dans un club de rap, criant : "If you enjoyed that, check out Therandydisherproject.com!". Cependant ses capacités de rappeur sont incertaines : le rappeur Murderuss (Snoop Dogg) l’offense en l'appelant "whitest white guy". L'intégralité du clip "Don't Need a Badge" est toutefois visible sur YouTube.